# Castillo de Anento
El castillo de Anento es una construcción defensiva militar situada en el municipio zaragozano de Anento. Recientemente ha salido de la Lista roja de patrimonio en peligro (España).

## Historia
Se conoce que el castillo de Anento fue atacado durante la guerra de los Dos Pedros

## Descripción
Se trata de un castillo roquero de pequeñas dimensiones, debido a que la superficie del cerro donde se ubica mide alrededor de 40 metros de eje. El lado oriental del castillo, donde también está el foso, es el que mejor se conserva. Es de traza recta, de unos 25 metros de longitud, de fábrica sólida, con sillares en la base y mampostería en el resto. En sus remates se aprecian almenas con coronamiento piramidal perforadas por saeteras. Se sabe que castillo de Anento ya existía en 1357, cuando el castillo y actualmente solo se conserva el frente oriental, de unos 30 metros de longitud, en el que hay, además de la puerta de entrada al recinto y el foso, dos torres gemelas, y restos de una tercera.